# Liste der Stolpersteine in Memmingen

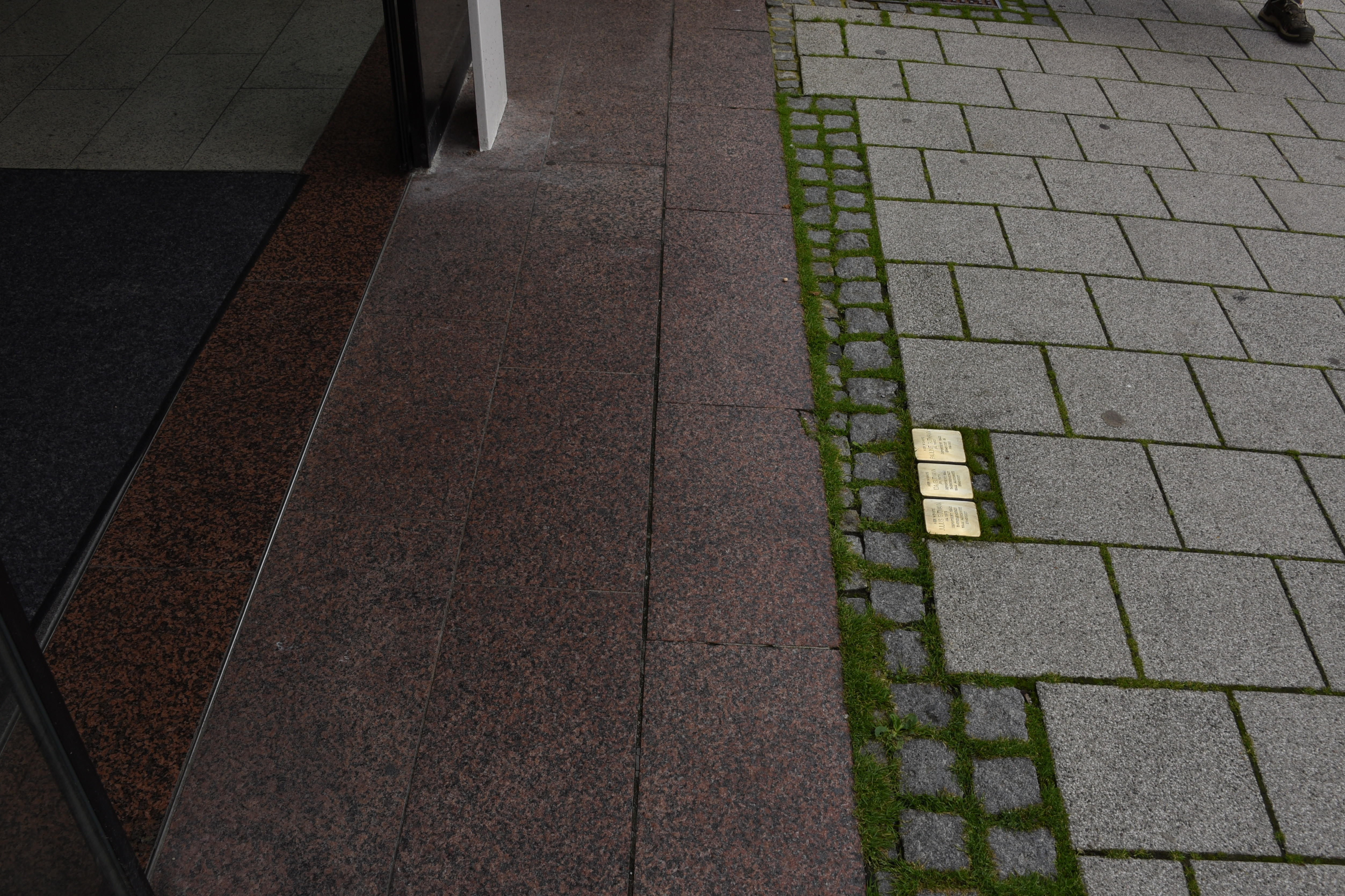
Stolpersteine in Memmingen

Die Liste der Stolpersteine in Memmingen gibt eine Übersicht über die insgesamt 115 vom Künstler Gunter Demnig verlegten Stolpersteine an zusammen 42 Standorten in der Stadt Memmingen.
Die ersten sieben Stolpersteine von Memmingen wurden am 29. Juni 2014 verlegt. Unter den beiden im Dezember 2019 installierten Gedenksteinen befindet sich der 75.000. in Europa verlegte Stolperstein.

## Verlegte Stolpersteine
In Memmingen wurden bislang 115 Stolpersteine verlegt.
| Stolperstein | Inschrift | Verlegeort             | Name, Leben |
| ------------ | --- | ---------------------- | --- |
|              | HIER WOHNTE ALBERT BACHARACH JG. 1879 'SCHUTZHAFT' 1938 GEFÄNGNIS MEMMINGEN DEPORTIERT 1942 PIASKI ERMORDET                                         | Roßmarkt 5 ·           | Albert Bacharach |
|              | HIER WOHNTE CÄCILIE BACHARACH GEB. MEYER JG. 1882 DEPORTIERT 1942 PIASKI ERMORDET                                                                   | Roßmarkt 5 ·           | Cäcilie Bacharach wurde am 24. November 1882 in Nürnberg als Cäcilie Meyer geboren. Am 8. Mai 1929 heiratete sie Albert Bacharach und zog mit ihm später nach Memmingen. Am 11. März 1942 wurde Cäcilie Bacharach nach Fellheim deportiert, zwanzig Tage später nach München und am 3. April in das Lager Piaski im heutigen Südosten Polens. Dort wurde sie wenig später für ‚tot erklärt‘. |
|              | HIER WOHNTE EGON BACHARACH ED BAKER JG. 1920 FLUCHT 1938 USA                                                                                        | Rabenstraße 2 ·        | Egon Bacharach |
|              | HIER WOHNTE ERICH BACHARACH ERIC BAKER JG. 1922 FLUCHT 1938 ENGLAND AUSTRALIEN                                                                      | Rabenstraße 2 ·        | Erich Bacharach |
|              | HIER WOHNTE ERICH ELIAS BACHARACH JG. 1903 ABERKENNUNG DER STAATSANGEHÖRIGKEIT FLUCHT 1933 SCHWEIZ PALÄSTINA                                        | Ottobeurer Gasse 5 ·   | Ernst Elias Bacharach |
|              | HIER WOHNTE EVA ELISABETH BACHARACH GEB. ADLER JG. 1892 DEPORTIERT 1942 PIASKI ERMORDET                                                             | Rabenstraße 2 ·        | Eva Elisabeth Bacharach |
|              | HIER WOHNTE GUSTAV BACHARACH JG. 1888 VERHAFTET 1934 GEFÄNGNIS MEMMINGEN ENTLASSEN 1934 DEPORTIERT 1942 PIASKI ERMORDET                             | Rabenstraße 2 ·        | Gustav Bacharach |
|              | HIER WOHNTE HANS BACHARACH JG. 1922 FLUCHT 1938 USA                                                                                                 | Maximilianstraße 13 ·  | Hans Bacharach |
|              | HIER WOHNTE ISAK BACHARACH JG. 1882 FLUCHT 1940 USA                                                                                                 | Maximilianstraße 13 ·  | Isak Bacharach |
|              | HIER WOHNTE KAROLINA BACHARACH GEB. GERSTLE JG. 1878 ABERKENNUNG DER STAATSANGEHÖRIGKEIT FLUCHT 1933 SCHWEIZ PALÄSTINA                              | Ottobeurer Gasse 5 ·   | Karolina Bacharach |
|              | HIER WOHNTE KURT BACHARACH JG. 1912 FLUCHT 1938 USA                                                                                                 | Maximilianstraße 13 ·  | Kurt Bacharach |
|              | HIER WOHNTE LEOPOLD BACHARACH JG. 1901 FLUCHT 1933 SÜDAFRIKA                                                                                        | Ottobeurer Gasse 5 ·   | Leopold Bacharach |
|              | HIER WOHNTE LUISE BACHARACH GEB. EINSTEIN JG. 1887 FLUCHT 1940 USA                                                                                  | Maximilianstraße 13 ·  | Luise Bacharach |
|              | HIER WOHNTE MARTHA BACHARACH VERH. KATZENSTEIN JG. 1920 DEPORTIERT 1942 ERMORDET IN AUSCHWITZ                                                       | Roßmarkt 5 ·           | Martha Bacharach |
|              | HIER WOHNTE MORIZ BACHARACH JG. 1862 ABERKENNUNG DER STAATSANGEHÖRIGKEIT FLUCHT 1933 SCHWEIZ PALÄSTINA                                              | Ottobeurer Gasse 5 ·   | Moriz Bacharach |
|              | HIER WOHNTE ROSA BACHARACH JG. 1902 ABERKENNUNG DER STAATSANGEHÖRIGKEIT FLUCHT 1933 SCHWEIZ PALÄSTINA                                               | Ottobeurer Gasse 5 ·   | Rosa Bacharach |
|              | HIER WOHNTE HEDWIG BÄHR JG. 1891 DEPORTIERT 1942 ERMORDET IN AUSCHWITZ                                                                              | Roßmarkt 5 ·           | Hedwig Bähr |
|              | HIER WOHNTE HUGO BÄHR JG. 1895 FLUCHT 1939 USA | Roßmarkt 5 ·           | Hugo Bähr |
|              | HIER WOHNTE MARTHA BÄHR VERH. FRANK JG. 1892 UMZUG MÜNCHEN DEPORTIERT 1941 KOWNO FORT IX ERMORDET 25.11.1941                                        | Roßmarkt 5 ·           | Martha Bähr |
|              | HIER WOHNTE ANTON BIHLER JG. 1888 IM WIDERSTAND / KPD 'SCHUTZHAFT' 1933 DACHAU VERHAFTET 1939 DACHAU 1942 MAUTHAUSEN ERMORDET 12.4.1940             | Saarlandstraße 3⅓ ·    | Anton Bihler |
|              | HIER WOHNTE ANTON BIHLER JG. 1890 EINGEWIESEN 1940 HEILANSTALT KAUFBEUREN ERMORDET 12.1.1943                                                        | Zangmeisterstraße 12 · | Anton Bihler |
|              | HIER WOHNTE ANTON BIHLER JG. 1890 EINGEWIESEN 1940 HEILANSTALT KAUFBEUREN ERMORDET 12.1.1943                                                        | Zangmeisterstraße 12 · | Katharina Bihler |
|              | HIER WOHNTE FRITZ BÜRK JG. 1893 IM WIDERSTAND / KPD 'SCHUTZHAFT' 1933 DACHAU ERMORDET 28.11.1933                                                    | Weberstraße 50 ·       | Fritz Bürk |
|              | HIER WOHNTE KAROLINA BÜRK GEB. WASSERMANN JG. 1900 IM WIDERSTAND / KPD GEDEMÜTIGT / ENTRECHTET MIT UNTERSTÜTZUNG DER ROTEN HILFE BEFREIT / ÜBERLEBT | Weberstraße 50 ·       | Karolina Bürk |
|              | HIER WOHNTE BRUNO JOSEF DAVID JG. 1920 FLUCHT 1938 ITALIEN DEPORTIERT PRZEMYSL ERMORDET 1943                                                        | Maximilianstraße 12 ·  | Bruno Josef David |
|              | HIER WOHNTE EMILIE SABINE DAVID GEB. SELINGER JG. 1890 FLUCHT MÄRZ 1939 POLEN DEPORTIERT PRZEMYSL ERMORDET                                          | Maximilianstraße 12 ·  | Emilie Sabine David |
|              | HIER WOHNTE SAMUEL DAVID JG. 1883 'POLENAKTION' 1938 BENTSCHEN / ZBASZYN ERMORDET IM BESETZTEN POLEN                                                | Maximilianstraße 12 ·  | Samuel David |
|              | HIER WOHNTE JOSEF DIEFENTHALER JG. 1888 IM WIDERSTAND / KPD 'SCHUTZHAFT' 1933 DACHAU ERMORDET 9.1.1940 MAUTHAUSEN                                   | Kalchstraße 19 ·       | Josef Diefenthaler |
|              | HIER WOHNTE ALFRED DORNER JG. 1942 EINGEWIESEN 18.1.1945 HEILANSTALT KAUFBEUREN ERMORDET 17.4.1945                                                  | Lindenbadstraße 29 ·   | Alfred Dorner |
|              | HIER WOHNTE GERTA EINSTEIN GEB. ENSLEIN JG. 1890 DEPORTIERT 1942 PIASKI ERMORDET                                                                    | Zangmeisterstraße 24 · | Gerta Einstein |
|              | HIER WOHNTE JAKOB EINSTEIN JG. 1880 DEPORTIERT 1942 PIASKI ERMORDET                                                                                 | Zangmeisterstraße 24 · | Jakob Einstein |
|              | HIER WOHNTE LOUIS EINSTEIN JG. 1876 DEPORTIERT 1942 PIASKI ERMORDET                                                                                 | Zangmeisterstraße 24 · | Louis Einstein |
|              | HIER WOHNTE SELMA EINSTEIN GEB. GERSTLE JG. 1887 DEPORTIERT 1942 PIASKI ERMORDET                                                                    | Zangmeisterstraße 24 · | Selma Einstein |
|              | HIER WOHNTE FRANZISKA ENDRES JG. 1933 EINGEWIESEN 16.11.1940 HEILANSTALT KAUFBEUREN ERMORDET 8.11.1943                                              | Obere Straße 25 ·      | Selma Einstein |
|              | HIER WOHNTE ERNST FÖRSTER JG. 1875 EINGEWIESEN 1919 HEILANSTALT KAUFBEUREN ERMORDET 9.3.1944                                                        | Frauenkirchplatz 6 ·   | Ernst Förster |
|              | HIER WOHNTE BERNHARD FRANKENTHALER JG. 1873 DEPORTIERT 1942 THERESIENSTADT ERMORDET 14.1.1943                                                       | Kalchstraße 31 ·       | Bernhard Frankenthaler |
|              | HIER WOHNTE LINA FRANKENTHALER GEB. LICHTENAUER JG. 1878 DEPORTIERT 1942 THERESIENSTADT 1944 AUSCHWITZ ERMORDET                                     | Kalchstraße 31 ·       | Lina Frankenthaler |
|              | HIER WOHNTE BERNHARD FREIMANN JG. 1901 'SCHUTZHAFT' 1938 GEFÄNGNIS MEMMINGEN DEPORTIERT 1942 PIASKI ERMORDET                                        | Illerstraße 17 ·       | Bernhard Freimann |
|              | HIER WOHNTE HANS JAKOB FREIMANN JG. 1931 DEPORTIERT 1942 PIASKI ERMORDET                                                                            | Illerstraße 17 ·       | Hans Jakob Freimann |
|              | HIER WOHNTE LISA ZELINE FREIMANN GEB. GUGGENHEIMER JG. 1907 DEPORTIERT 1942 PIASKI ERMORDET                                                         | Illerstraße 17 ·       | Lisa Zeline Freimann |
|              | HIER WOHNTE STELLA FREUND GEB. POLITZER JG. 1906 DEPORTIERT 1941 KOWNO FORT IX ERMORDET 25.11.1941                                                  | Bahnhofstraße 8 ·      | Stella Freund |
|              | HIER WOHNTE ALFRED GUGGENHEIMER JG. 1877 DEPORTIERT 1944 THERESIENSTADT ERMORDET 13.8.1944                                                          | Herrenstraße 7 ·       | Alfred Guggenheimer |
|              | HIER WOHNTE ANNA MARIA GUGGENHEIMER GEB. MEITINGER JG. 1896 ZWANGSARBEIT 1943 ROT A.D. ROT BEFREIT / ÜBERLEBT                                       | Herrenstraße 7 ·       | Anna Maria Guggenheimer |
|              | HIER WOHNTE FRITZ HEINRICH GUGGENHEIMER FRED GRANT JG. 1920 'SCHUTZHAFT' 1939 DACHAU FLUCHT 1939 USA                                                | Kalchstraße 8 ·        | Fritz Heinrich Guggenheimer |
|              | HIER WOHNTE JULIUS GUGGENHEIMER JG. 1885 FLUCHT HOLLAND INTERNIERT WESTERBORK DEPORTIERT 1943 SOBIBOR ERMORDET 4.6.1943                             | Kalchstraße 8 ·        | Julius Guggenheimer |
|              | HIER WOHNTE KLARA GUGGENHEIMER GEB. BACHARACH JG. 1861 DEPORTIERT 1942 THERESIENSTADT ERMORDET 27.7.1942                                            | Bahnhofstraße 8 ·      | Klara Guggenheimer |
|              | HIER WOHNTE KLAUS WOLFGANG GUGGENHEIMER JG. 1921 FLUCHT SCHWEDEN                                                                                    | Herrenstraße 7 ·       | Klaus Wolfgang Guggenheimer |
|              | HIER WOHNTE LORE LOTTE GUGGENHEIMER GEB. MICHAELIS JG. 1913 FLUCHT 1939 ENGLAND                                                                     | Kalchstraße 8 ·        | Lotte Lore Guggenheimer |
|              | HIER WOHNTE MAX GUGGENHEIMER JG. 1880 FLUCHT 1939 ENGLAND USA                                                                                       | Bahnhofstraße 8 ·      | Max Guggenheimer |
|              | HIER WOHNTE OSKAR GUGGENHEIMER JG. 1881 'SCHUTZHAFT' 1938 DACHAU FLUCHT ITALIEN                                                                     | Herrenstraße 7 ·       | Oskar Guggenheimer |
|              | HIER WOHNTE REGINA KORNELIE GUGGENHEIMER GEB. METZGER JG. 1891 FLUCHT HOLLAND INTERNIERT WESTERBORK DEPORTIERT 1943 SOBIBOR ERMORDET 4.6.1943       | Kalchstraße 8 ·        | Regina Kornelie Guggenheimer |
|              | HIER WOHNTE SOPHIE GUGGENHEIMER GEB. GUGGENHEIMER JG. 1882 FLUCHT 1939 ENGLAND USA                                                                  | Bahnhofstraße 8 ·      | Max Guggenheimer |
|              | HIER WOHNTE URSULA GUGGENHEIMER JG. 1922 ZWANGSARBEIT 1943 ROT A.D. ROT BEFREIT / ÜBERLEBT                                                          | Herrenstraße 7 ·       | Ursula Guggenheimer |
|              | HIER WOHNTE WALLY GUGGENHEIMER GEB. NUSSBAUM JG. 1889 FLUCHT ITALIEN                                                                                | Herrenstraße 7 ·       | Wally Guggenheimer |
|              | HIER WOHNTE EDITH GÜNZBURGER VERH. EIS JG. 1921 FLUCHT 1939 SCHWEDEN USA                                                                            | Moltkestraße 8 ·       | Edith Günzburger |
|              | HIER WOHNTE FRIEDA GÜNZBURGER GEB. HEILBRONNER JG. 1860 DEPORTIERT 1942 THERESIENSTADT ERMORDET 30.8.1942                                           | Kramerstraße 29 ·      | Frieda Günzburger |
|              | HIER WOHNTE JOSEF GÜNZBURGER JG. 1883 'SCHUTZHAFT' 1938 DACHAU DEPORTIERT 1942 ERMORDET IN PIASKI                                                   | Moltkestraße 8 ·       | Josef Günzburger |
|              | HIER WOHNTE MAX GÜNZBURGER JG. 1923 FLUCHT 1939 SCHWEIZ                                                                                             | Moltkestraße 8 ·       | Max Günzburger |
|              | HIER WOHNTE ROSALIE GÜNZBURGER GEB. HEILBRONNER JG. 1893 DEPORTIERT 1942 ERMORDET IN PIASKI                                                         | Moltkestraße 8 ·       | Rosalie Günzburger |
|              | HIER WOHNTE IDA GUTMANN JG. 1873 DEPORTIERT 1942 THERESIENSTADT 1944 AUSCHWITZ ERMORDET                                                             | Maximilianstraße 22 ·  | Ida Gutmann |
|              | HIER WOHNTE JULIUS GUTMANN JG. 1873 DEPORTIERT 1942 THERESIENSTADT 1944 AUSCHWITZ ERMORDET                                                          | Maximilianstraße 22 ·  | Julius Gutmann |
|              | HIER WOHNTE PAULINE GUTMANN JG. 1882 DEPORTIERT 1942 ERMORDET IN PIASKI                                                                             | Maximilianstraße 22 ·  | Pauline Gutmann |
|              | HIER WOHNTE ALFRED HEILBRONNER JG. 1897 'SCHUTZHAFT' 1938 GEFÄNGNIS MEMMINGEN FLUCHT 1939 SCHWEIZ USA                                               | Kalchstraße 47 ·       | Alfred Heilbronner |
|              | HIER WOHNTE BETTY HEILBRONNER GEB. PRESSBURGER JG. 1850 DEPORTIERT 1942 THERESIENSTADT ERMORDET 2.4.1943                                            | Kalchstraße 12 ·       | Betty Heilbronner |
|              | HIER WOHNTE DAVID HEILBRONNER JG. 1864 GEDEMÜTIGT / ENTRECHTET TOT 25.10.1937                                                                       | Kalchstraße 47 ·       | David Heilbronner |
|              | HIER WOHNTE HANS HEILBRONNER JG. 1926 FLUCHT 1938 SCHWEIZ USA                                                                                       | Kalchstraße 47 ·       | Hans Heilbronner |
|              | HIER WOHNTE HEINRICH HEILBRONNER JG. 1896 'SCHUTZHAFT' 1938 DACHAU DEPORTIERT 1942 PIASKI ERMORDET                                                  | Zangmeisterstraße 8 ·  | Heinrich Heilbronner |
|              | HIER WOHNTE HELENE HEILBRONNER GEB. LIEBSCHÜTZ JG. 1899 FLUCHT 1938 SCHWEIZ USA                                                                     | Kalchstraße 47 ·       | Helene Heilbronner |
|              | HIER WOHNTE IDA HEILBRONNER JG. 1878 DEPORTIERT 1942 PIASKI ERMORDET                                                                                | Kalchstraße 12 ·       | Ida Heilbronner |
|              | HIER WOHNTE RICHARD HEILBRONNER JG. 1922 FLUCHT 1938 ENGLAND                                                                                        | Zangmeisterstraße 8 ·  | Richard Heilbronner |
|              | HIER WOHNTE RUTH HEILBRONNER JG. 1924 FLUCHT 1939 ENGLAND                                                                                           | Zangmeisterstraße 8 ·  | Ruth Heilbronner |
|              | HIER WOHNTE SOPHIE HEILBRONNER JG. 1923 FLUCHT 1939 ENGLAND                                                                                         | Zangmeisterstraße 8 ·  | Sophie Heilbronner |
|              | HIER WOHNTE WALTER HEILBRONNER JG. 1924 FLUCHT 1938 SCHWEIZ USA                                                                                     | Kalchstraße 47 ·       | Walter Heilbronner |
|              | HIER WOHNTE DR. MAX HELD GEB. PRESSBURGER JG. 1887 DEPORTIERT 1942 THERESIENSTADT ERMORDET 15.6.1943                                                | Lindenbadstraße 14 ·   | Max Held |
|              | HIER WOHNTE GEORG JOHANN HUITH JG. 1889 IM WIDERSTAND / SPD 'SCHUTZHAFT' 1933 DACHAU 1939 MAUTHAUSEN ERMORDET 24.2.1940                             | Zwinggasse 12 ·        | Georg Johann Huith |
|              | HIER WOHNTE JAKOB JAVOBS JG. 1869 DEPORTIERT 1942 THERESIENSTADT ERMORDET 31.1.1944                                                                 | Künergasse 8 ·         | Jakob Jacobs |
|              | HIER WOHNTE EMIL KITZINGER JG. 1873 GEDEMÜTIGT / ENTRECHTET FLUCHT IN DEN TOD 15.10.1935                                                            | Kalchstraße 10 ·       | Emil Kitzinger |
|              | HIER WOHNTE LEOPOLD KITZINGER JG. 1903 FLUCHT 1939 AUSTRALIEN                                                                                       | Kalchstraße 10 ·       | Leopold Kitzinger |
|              | HIER WOHNTE PAULA KITZINGER GEB. LÖW JG. 1907 FLUCHT 1939 AUSTRALIEN                                                                                | Kalchstraße 10 ·       | Paula Kitzinger |
|              | HIER WOHNTE DAVID LAUPHEIMER JG. 1881 DEPORTIERT 1942 PIASKI ERMORDET                                                                               | Moltkestraße 1 ·       | David Laupheimer |
|              | HIER WOHNTE JEANETTE LAUPHEIMER GEB. STRAUSS JG. 1894 DEPORTIERT 1942 PIASKI ERMORDET                                                               | Moltkestraße 1 ·       | Jeanette Laupheimer |
|              | HIER WOHNTE JULIUS LAUPHEIMER JG. 1885 DEPORTIERT 1942 PIASKI ERMORDET                                                                              | Moltkestraße 1 ·       | Julius Laupheimer |
|              | HIER WOHNTE KAROLINA LAUPHEIMER JG. 1879 EINGEWIESEN 1936 JAKOBY'SCHE ANSTALT BENDORF-SAYN DEPORTIERT 1942 KRASNICZYN ERMORDET                      | Ulmer Straße 28 ·      | Karolina Laupheimer |
|              | HIER WOHNTE MATHILDE LAUPHEIMER GEB. STRAUSS JG. 1890 DEPORTIERT 1942 PIASKI ERMORDET                                                               | Moltkestraße 1 ·       | Mathilde Laupheimer |
|              | HIER WOHNTE SALO LAUPHEIMER JG. 1882 DEPORTIERT 1942 PIASKI ERMORDET                                                                                | Moltkestraße 1 ·       | Salo Laupheimer |
|              | HIER WOHNTE EMIL LIFFGENS JG. 1897 DEPORTIERT 1943 AUSCHWITZ ERMORDET                                                                               | Schweizerberg 17 ·     | Emil Liffgens |
|              | HIER WOHNTE IRMA LIFFGENS GEB. GOLDSTEIN JG. 1903 DEPORTIERT 1943 AUSCHWITZ ERMORDET                                                                | Schweizerberg 17 ·     | Irma Liffgens |
|              | HIER WOHNTE LOTHAR LIFFGENS JG. 1926 DEPORTIERT 1942 ERMORDET IM BESETZTEN POLEN                                                                    | Schweizerberg 17 ·     | Lothar Liffgens |
|              | HIER WOHNTE ARNOLD LÖWENSTEINER JG. 1876 'SCHUTZHAFT' 1938 GEFÄNGNIS MEMMINGEN FLUCHT 1940 USA                                                      | Kramerstraße 29 ·      | Arnold Löwensteiner |
|              | HIER WOHNTE FANNY LÖWENSTEINER JG. 1884 FLUCHT 1940 USA                                                                                             | Kramerstraße 29 ·      | Fanny Löwensteiner |
|              | HIER WOHNTE MARTIN MAYROCK JG. 1884 'SCHUTZHAFT' 1938 GEFÄNGNIS MEMMINGEN VERHAFTET 1939 'WEHRKRAFTZERSETZUNG' ZUCHTHAUS AMBERG ERMORDET 23.6.1944  | Lindauer Straße 10 ·   | Martin Mayrock |
|              | HIER WOHNTE ALEXANDER NATHAN JG. 1905 'SCHUTZHAFT' 1938 GEFÄNGNIS MEMMINGEN TOT 21.2.1939                                                           | Künergasse 8 ·         | Alexander Nathan |
|              | HIER WOHNTE HERMANN NATHAN JG. 1870 GEDEMÜTIGT / ENTRECHTET TOT 18.5.1936                                                                           | Künergasse 8 ·         | Hermann Nathan |
|              | HIER WOHNTE SARA NATHAN GEB. SCHWABACHER JG. 1880 ERMORDET IN PIASKI                                                                                | Künergasse 8 ·         | Sara Nathan |
|              | HIER WOHNTE SIEGFRIED NATHAN JG. 1911 'SCHUTZHAFT' 1938 DACHAU FLUCHT 1939 ENGLAND                                                                  | Künergasse 8 ·         | Siegfried Nathan |
|              | HIER WOHNTE OTTO NUSSBAUM JG. 1906 FLUCHT MONACO INTERNIERT DRANCY DEPORTIERT 1944 BUCHENWALD ERMORDET                                              | Bahnhofstraße 12 ·     | Otto Nussbaum |
|              | HIER WOHNTE ROSALIE OPPENHEIMER GEB. FORST JG. 1873 DEPORTIERT 1942 THERESIENSTADT ERMORDET 1.10.1943                                               | Künergasse 8 ·         | Rosalie Oppenheimer |
|              | HIER WOHNTE KRESZENTIA ORTLIEB JG. 1920 EINGEWIESEN 16.11.1940 HEILANSTALT KAUFBEUREN 'VERLEGT' 8.8.1941 HARTHEIM ERMORDET 8.8.1941 'AKTION T4'     | Rosengasse 4 ·         | Kreszentia Ortlieb |
|              | HIER WOHNTE PHILIPP OSSWALD JG. 1862 GEDEMÜTIGT / ENTRECHTET TOT 13.4.1935                                                                          | Schweizerberg 7 ·      | Philipp Osswald |
|              | HIER WOHNTE SOPHIE OSSWALD GEB. GOLDSTEIN JG. 1874 DEPORTIERT 1942 THERESIENSTADT ERMORDET 3.9.1942                                                 | Schweizerberg 7 ·      | Sophie Osswald |
|              | HIER WOHNTE DR. HERMANN PINEAS JG. 1892 SEIT 1943 IN DEUTSCHLAND VERSTECKT GELEBT MIT HILFE DER PFARRHAUSKETTE UND FALSCHEN PAPIEREN ÜBERLEBT       | Buxacher Straße 6 ·    | Hermann Pineas |
|              | HIER WOHNTE HERTA PINEAS GEB. APPEL JG. 1898 SEIT 1943 IN DEUTSCHLAND VERSTECKT GELEBT MIT HILFE DER PFARRHAUSKETTE UND FALSCHEN PAPIEREN ÜBERLEBT  | Buxacher Straße 6 ·    | Herta Pineas |
|              | HIER WOHNTE BENNO ROSENBAUM JG. 1883 FLUCHT 1941 URUGUAY FLUCHT IN DEN TOD 28.3.1944 MONTEVIDEO                                                     | Kalchstraße 11 ·       | Benno Rosenbaum |
|              | HIER WOHNTE MARTHA ROSENBAUM GEB. OPPENHEIMER JG. 1885 FLUCHT 1941 URUGUAY                                                                          | Kalchstraße 11 ·       | Martha Rosenbaum |
|              | HIER WOHNTE ALBERT SCHNAIER JG. 1881 EINGEWIESEN 1923 HEILANSTALT KAUFBEUREN 'VERLEGT' 26.8.1940 GRAFENECK ERMORDET 26.8.1940 'AKTION T4'           | Kalchstraße 39 ·       | Albert Schnaier |
|              | HIER WOHNTE DAVID SOMMER JG. 1880 'SCHUTZHAFT' 1938 GEFÄNGNIS AUGSBURG DEPORTIERT 1942 PIASKI ERMORDET                                              | Donaustraße 27 ·       | David Sommer |
|              | HIER WOHNTE FLORA SOMMER GEB. LEMLE JG. 1891 DEPORTIERT 1942 PIASKI ERMORDET                                                                        | Donaustraße 27 ·       | Flora Sommer |
|              | HIER WOHNTE HEINRICH SOMMER JG. 1884 'SCHUTZHAFT' 1938 DACHAU FLUCHT 1939 USA                                                                       | Ulmer Straße 6 ·       | Heinrich Sommer |
|              | HIER WOHNTE JOHANNA SOMMER GEB. ENGEL JG. 1895 FLUCHT 1939 ENGLAND                                                                                  | Ulmer Straße 6 ·       | Johanna Sommer |
|              | HIER WOHNTE RICHARD SOMMER JG. 1922 FLUCHT 1938 USA                                                                                                 | Ulmer Straße 6 ·       | Richard Sommer |
|              | HIER WOHNTE RUTH SOMMER JG. 1924 FLUCHT 1938 ENGLAND                                                                                                | Ulmer Straße 6 ·       | Ruth Sommer |
|              | HIER WOHNTE SOPHIE SOMMER JG. 1923 FLUCHT 1939 ENGLAND                                                                                              | Ulmer Straße 6 ·       | Sophie Sommer |
|              | HIER WOHNTE ALBERT STIEGELER JG. 1926 EINGEWIESEN 9.3.1940 HEILANSTALT KAUFBEUREN-IRSEE ERMORDET 28.4.1944                                          | Schweizerberg 14 ·     | Albert Stiegeler |
|              | HIER WOHNTE MAX STRAUSS JG. 1873 DEPORTIERT 1944 THERESIENSTADT ERMORDET 25.1.1944                                                                  | Ottobeurer Gasse 5 ·   | Max Strauss |
|              | HIER WOHNTE BERTHA WEILL GEB. ROSENBAUM JG. 1878 EINGEWIESEN HEILANSTALT KAUFBEUREN 'VERLEGT' 20.9.1940 HARTHEIM ERMORDET 20.9.1940 'AKTION T4'     | Kaisergraben 15 ·      | Bertha Weill |

## Verlegungen
Die Koordination von Recherche und Finanzierung besorgt der am 27. Juni 2013 gegründete gemeinnützige Verein Stolpersteine in Memmingen. Das Projekt steht seit 28. Oktober 2013 unter Schirmherrschaft des Oberbürgermeisters der Stadt Memmingen. Der aktuelle Amtsinhaber Manfred Schilder löste seinen Amtsvorgänger Ivo Holzinger in dieser Eigenschaft am 6. Juni 2017 ab.
Die Verlegungen erfolgten durch Gunter Demnig persönlich an folgenden Tagen:
- 29. Juni 2014 (sieben Stolpersteine): Herrenstraße 7 (Alfred Guggenheimer), Kalchstraße 8 (Julius Guggenheimer und Regine Kornelie Guggenheimer), Zangmeisterstraße 24
- 12. September 2015 (22): Herrenstraße 7, Kalchstraße 8, Kalchstraße 19, Lindauer Straße 10, Moltkestraße 1, Schweizerberg 17, Ulmer Straße 28, Weberstraße 50
- 31. Oktober 2016 (28): Bahnhofstraße 8 (Klara Guggenheimer und Stella Freund), Illerstraße 17, Kalchstraße 31, Kalchstraße 39, Kramerstraße 29, Künergasse 8, Lindenbadstraße 14, Maximilianstraße 22, Obere Straße 25, Roßmarkt 5 (Familie Bähr), Saarlandstraße 3⅓, Zangmeisterstraße 12
- 13. Oktober 2017 (32): Donaustraße 27, Frauenkirchplatz 6, Kalchstraße 10, Kalchstraße 12, Kalchstraße 47, Lindenbadstraße 29, Maximilianstraße 12, Rabenstraße 2, Rosengasse 4, Roßmarkt 5 (Albert Bacharach und Cäcilie Bacharach), Schweizerberg 14, Ulmer Straße 6 (Heinrich Sommer und Johanna Sommer), Zangmeisterstraße 8, Zwinggasse 12
- 11. November 2018 (24): Bahnhofstraße 8, Bahnhofstraße 12, Buxacher Straße 6, Kaisergraben 15, Maximilianstraße 13, Moltkestraße 8, Ottobeurer Gasse 5, Roßmarkt 5, Schweizerberg 7, Ulmer Straße 6
- 29. Dezember 2019 (2)[58]: Kalchstraße 11